# Луной был полон сад
«Луной был полон сад» — российский художественный фильм Виталия Мельникова 2000 года. В качестве названия выбраны слова из стихотворения Афанасия Фета.

## Сюжет
Спустя много лет встречаются два пожилых человека. В детстве они были эвакуированы из блокадного Ленинграда в один детский дом в Сибири. Тогда между ними только зарождалось чувство, и их развели по разным детским домам. И теперь чувство вспыхивает вновь.

## В ролях
| Актёр                    | Роль                  |
| ------------------------ | --------------------- |
| Зинаида Шарко            | Вера Андреевна        |
| Кристина Будыхо          | Вера (в молодости)    |
| Николай Волков (младший) | Алексей Иванович      |
| Руслан Фомичёв           | Алексей (в молодости) |
| Лев Дуров                | Григорий Петрович     |
| Ксения Назарова          | Настя                 |
| Вера Карпова             | школьная учительница  |
| Алексей Васильев         | Короедов              |
| Виктор Бычков            | председатель колхоза  |
| Алексей Полуян           | продавец статуэтки    |
| Анна Екатерининская      | старшая пионервожатая |

## Съёмочная группа
- Автор сценария: Юлия Дамскер
- Режиссёр: Виталий Мельников
- Оператор: Иван Багаев
- Художник: Владимир Светозаров
- Композитор: Андрей Петров
- Продюсер: Сергей Жигунов

## Награды и номинации
Награды
- 2000 — XXII Московский кинофестиваль: Специальный Серебряный «Святой Георгий» — Актёрский ансамбль фильма.
- 2000 — Кинопремия «Ника»: Лучшая женская роль — Зинаида Шарко.
- 2001 — Кинофорум «Золотой Витязь»: Приз «Золотой Витязь» и диплом «За лучший актёрский ансамбль».

Номинации
- 2000 — XXII Московский кинофестиваль: Золотой «Святой Георгий» — Виталий Мельников.
- 2000 — Кинопремия «Ника»: Лучшая мужская роль — Николай Волков (младший).